# Копі Лувак

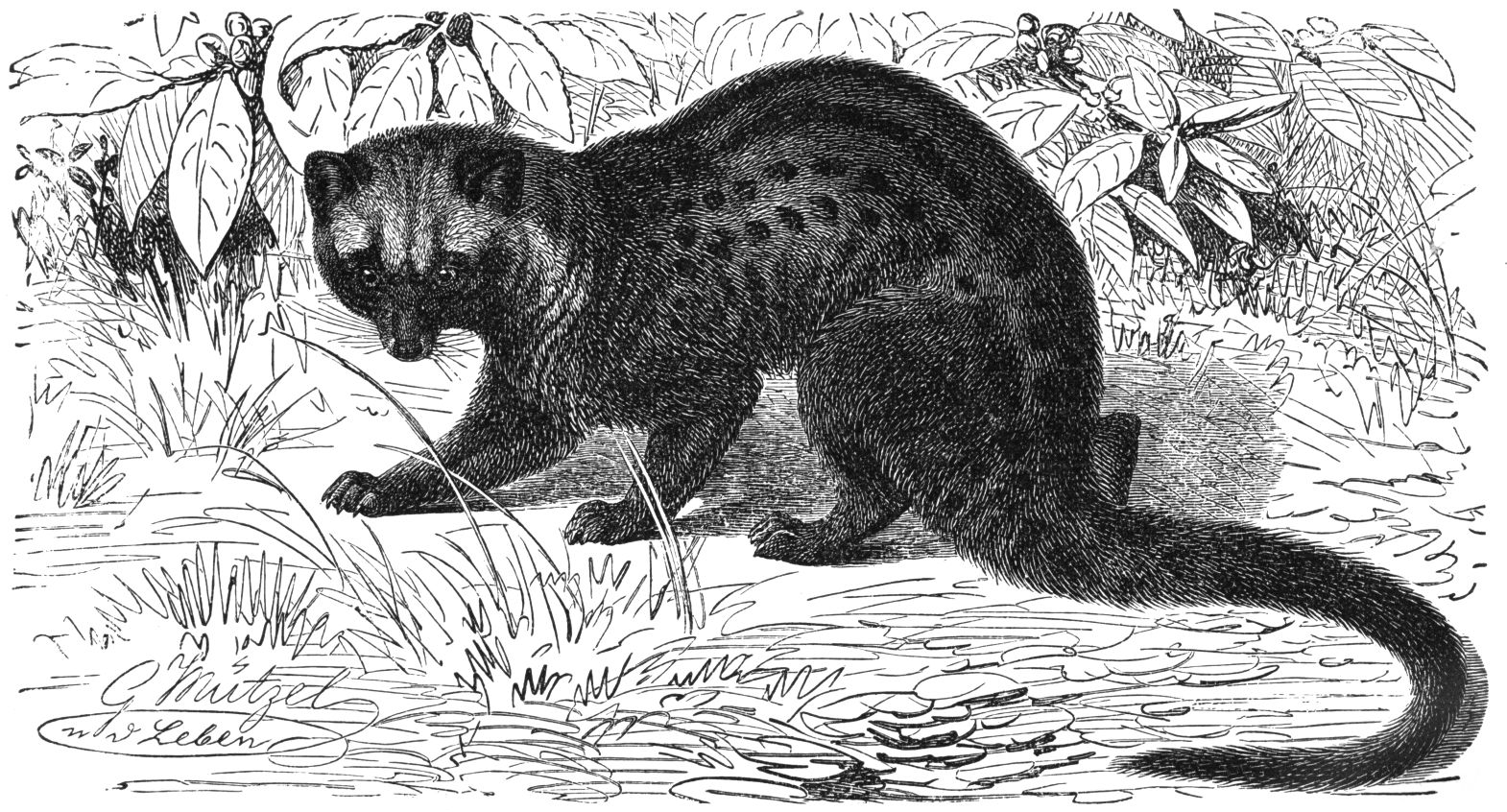
Мусанг (Paradoxurus hermaphroditus)

Копі Лувак (індонез. Kopi luwak) — різновид кави, відомий, перш за все, завдяки специфічному способу обробки. Слово «копі» на індонезійському діалекті малайської мови означає «кава», а слово «лувак» — місцева назва мусанга — невеликого звіра родини віверових.
Процес виробництва «Копі Лувак» полягає в тому, що мусанги поїдають стиглі плоди кавового дерева (кавові вишні), перетравлюють оточуючу кавові зерна м'яку оболонку, боби ж не перетравлюються. Люди вибирають їх з посліду, миють, сушать та обсмажують. Іноді зерна продають у вигляді цілих екскрементів.
Особлива яскравість смаку кави «Копі Лувак» пояснюється властивостями шлункового соку мусангів, до складу якого входить цибетин. Кава «Копі Лувак» характеризується збалансованим смаком з делікатною гіркуватістю, виразним відтінком вершкового масла, відтінками нуги і меду, а також довгим, стійким приємним смаком.
Ця кава виробляється в промислових масштабах в Індонезії, на Філіппінах (де ця кава називається також «капе аламід») і в Південній Індії. Засновник промислового способу виробництва «Копі Лувак» — англійський промисловець Джошуа Робінзон, що довгі роки був по суті монополістом в цій справі, але потім подібні фабрики були відкриті й іншими підприємцями.

## Вживання
Традиційний спосіб. В Індонезії «Копі Лувак» вручну обсмажують та подрібнюють до стану пилу. Такий помел називають «копі бубук». Його заварюють невеликою кількістю окропу і п'ють — гарячим та дуже солодким.
В інших країнах «Копі Лувак» заварюють відповідно до місцевих традицій, як і решту сортів кави.

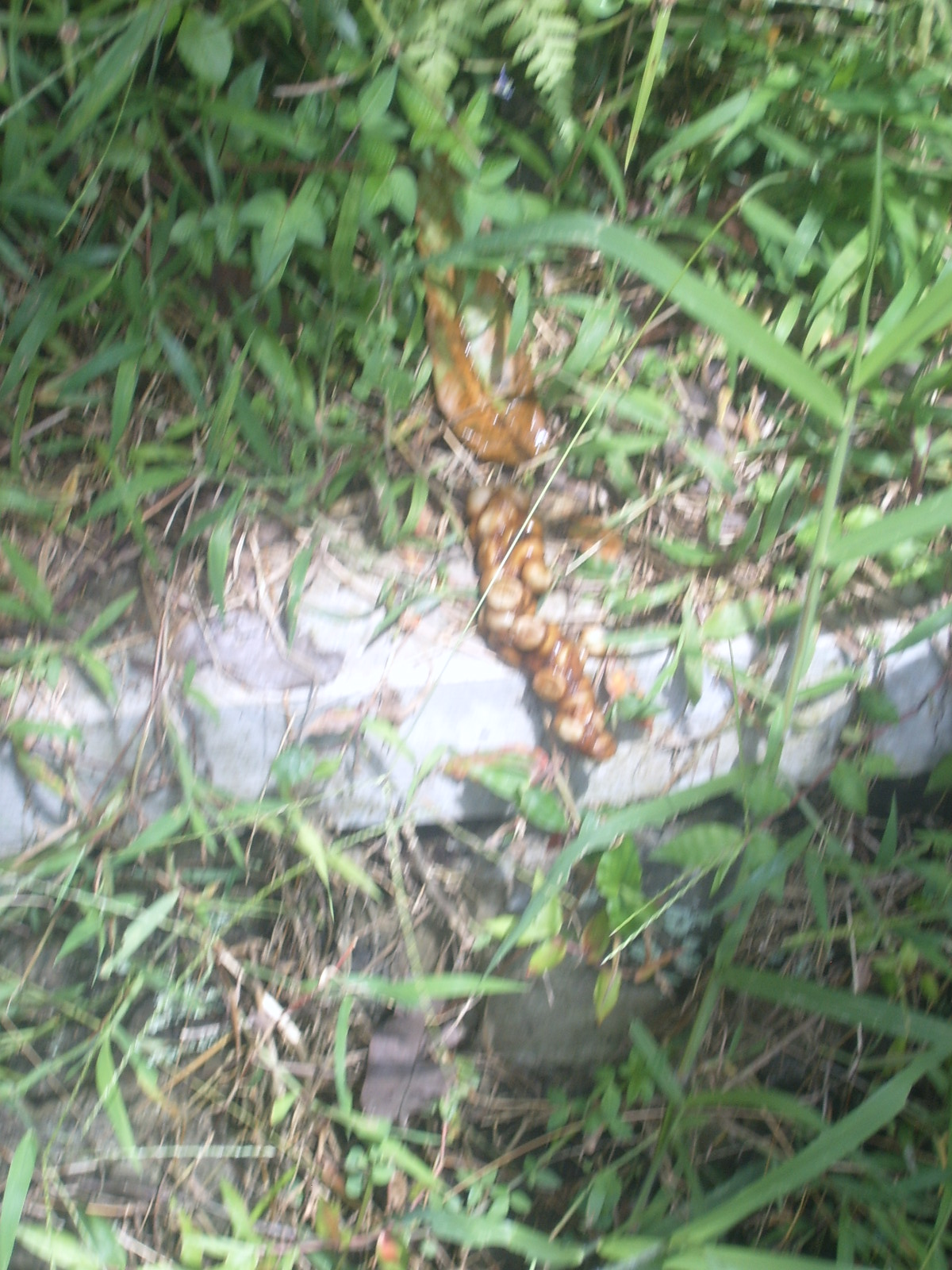
Зерна кави в екскрементах

## Міфи, пов'язані з «Копі Лувак»
Вважається, що мусанги живуть у природних умовах та вибирають лише найстигліші і найсмачніші кавові вишні, а обсяг виробництва цієї кави не перевищує декількох сотень кілограмів на рік. Проте на початок XXI століття, цей вид кави майже завжди виробляється в промислових масштабах на спеціальних фермах. Луваки на таких фермах містяться в клітках і позбавлені можливості вільно пересуватися у пошуках найкращих кавових ягід.
Очевидно, що в неволі мусанги не можуть вибирати найстигліші ягоди і вимушені їсти те, чим їх годують. Також в умовах ферм харчовий раціон мусангів відрізняється від природного, що, можливо, відбивається і на смаку напою.
«Копі Лувак» дійсно є одним з найдорожчих сортів кави, проте часто вартість цього сорту кави сильно перебільшується. Насправді гуртова ціна кілограму необсмаженої кави «Копі Лувак» складає від $100. Роздрібна ціна одного стандартного фунту обсмаженої кави складає від $150 (у європейських спеціалізованих інтернет-магазинах). Також «Копі Лувак» дуже часто використовується для блендів — сумішей з менш цінними ґатунками кави.